# Clases de aislamiento

Cable de tierra amarillo/verde.

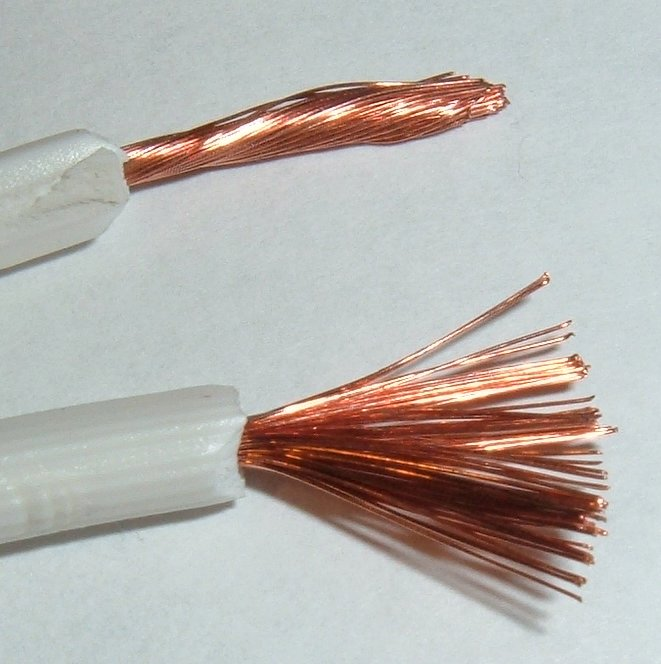
Hilo de cobre - individual aislado.

En la industria de electrodomésticos de fabricación eléctrica, las siguientes clases de clases de aislamiento o IEC de protección se utilizan para diferenciar entre las condiciones de conexión de protección de las tierras de los dispositivos. Aunque están relacionados no se debe confundir con el grado de aislamiento que se utiliza entre circuitos eléctricos.

## Clase 0
Estos aparatos  no tienen conexión de protección de las tierras y no cuentan con ningún nivel de aislamiento y estaban destinadas para su uso en zonas secas. En la mayoría de los países, la venta de estos aparatos de tensión de red está prohibido hoy en día [cita requerida], ya que un fallo podría provocar una descarga eléctrica u otro suceso peligroso. La Comisión Electrotécnica Internacional está en proceso de eliminar los dispositivos de Clase 0 de sus normas. Es de esperar que el concepto de Clase 0 desaparezca eventualmente del mercado internacional, en favor de dispositivos de Clase II [cita requerida]. Las ventas de estos artículos han sido prohibidos en el Reino Unido desde 1975 [cita requerida].

## Clase I

Símbolo Clase I.

Estos aparatos deben tener todas sus partes metálicas accesibles conectadas a una toma de tierra por un conductor (de color amarillo/verde en la mayoría de los países y verde en los Estados Unidos, Canadá y Japón). 
Un fallo en el aparato que hace que un conductor con tensión entre en contacto con la carcasa lo que causará  un flujo de corriente en el conductor de tierra, esta corriente puede pasar a través de un interruptor diferencial (interruptor de circuito por falla de tierra), que cortará el suministro de electricidad en el aparato.

## Clase II

Símbolo Clase II.

Dispositivo de Clase II o aparato con doble aislamiento eléctrico es uno que ha sido diseñado de tal forma que no requiere una toma a tierra de seguridad eléctrica.
El requisito básico es que un fallo simple no puede dar lugar a tensiones peligrosas que se exponga lo que podría causar una descarga eléctrica y que esto se logra sin depender de una caja metálica conectada a tierra. Esto se consigue normalmente porque tiene dos capas de material aislante que rodea las partes con tensiones peligrosas o utilizando un aislamiento reforzado.
En Europa, un aparato de doble aislamiento deben ser etiquetados como clase II, doble aislamiento y llevan el símbolo de doble aislamiento (un cuadrado dentro de otro cuadrado).

## Clase III

Símbolo Clase III.

Un aparato de Clase III está diseñado para ser alimentado por una fuente de alimentación SELV (por sus siglas en inglés: "Separated or Safety Extra-Low Voltage"). La tensión de una fuente de SELV es lo suficientemente bajo para que, en condiciones normales, una persona puede entrar en contacto con ella sin correr el riesgo de descarga eléctrica. Por tanto no es necesario incorporar la seguridad que llevan los aparatos de Clase I y Clase II. Para el cumplimiento de los dispositivos médicos la Clase III no se considera suficiente la protección.